# آکیرا موری
آکیرا موری (انگلیسی: Akira Mori؛ زادهٔ ۱۲ ژوئیهٔ ۱۹۳۶) کارآفرین، مدیر ارشد اجرایی و سرمایه‌دار اهل ژاپن است.